# Portage (Míchigan)
Portage es una ciudad ubicada en el condado de Kalamazoo en el estado estadounidense de Míchigan. En el Censo de 2010 tenía una población de 46292 habitantes y una densidad poblacional de 508,26 personas por km².

## Geografía
Portage se encuentra ubicada en las coordenadas 42°11′59″N 85°35′27″O / 42.19972, -85.59083. Según la Oficina del Censo de los Estados Unidos, Portage tiene una superficie total de 91.08 km², de la cual 83.46 km² corresponden a tierra firme y (8.36%) 7.62 km² es agua.

## Demografía
Según el censo de 2010, había 46292 personas residiendo en Portage. La densidad de población era de 508,26 hab./km². De los 46292 habitantes, Portage estaba compuesto por el 86.88% blancos, el 4.86% eran afroamericanos, el 0.44% eran amerindios, el 3.81% eran asiáticos, el 0.05% eran isleños del Pacífico, el 0.98% eran de otras razas y el 2.99% pertenecían a dos o más razas. Del total de la población el 3.05% eran hispanos o latinos de cualquier raza.